# 民勤县
民勤县是中华人民共和国甘肃省武威市下属的一个县。位于河西走廊东北部，石羊河流域下游。东、西、北三面与腾格里沙漠和巴丹吉林沙漠接壤，南边临武威市凉州区，西边临金昌市，东北、西北面与內蒙古阿拉善左旗和蘇尼特右旗相接。是甘肅省有名的“文化之鄉”、“教育名縣”。面积16,016平方公里，人口178,470人（2020年）。县政府驻三雷镇。
民勤县是中國農業部認定的“全國蔬菜產業大縣”，也是甘肅省首批“有機產品認證示範區”。被中國食品工業協會和中國蔬菜流通協會譽名為“中國肉羊之鄉”、“中國蜜瓜之鄉”、“中國茴香之鄉”、“中國人蔘果之鄉”。2018年10月10日，甘肅省政府批准民勤縣退出貧困縣。

## 歷史
2800多年前，已有人類生息繁衍，並創造“沙井文化”。東周時期，分屬秦和西戎。西漢武帝時，在縣境置武威縣、宣威縣，後又置武威郡。三國時期，被馬超、韓遂佔據，稱關西。五胡十六國時期，前涼除置宣威縣外，收祖厲流民在漢武威縣附近置祖厲縣。北魏置襄武縣及武安郡。唐初，置明威府、明威戍。唐大足元年（701年），於縣東北置白亭軍，後降為白亭守捉。宋元時期，循唐制。明洪武中，置臨河衛。洪武二十九年（1396年）置鎮番衛。清雍正二年（1724年），改為鎮番縣。民國17年（1928年），以“俗樸風醇，人民勤勞”易名民勤。
中華人民共和國成立後，於1949年10月，設武威專區，駐武威縣，民勤屬武威專區。1955年10月，撤銷武威專區，成立張掖專區，縣屬張掖專區。1962年1月1日，撤銷張掖專區，復設武威專區，縣屬武威專區。2001年撤銷武威專區，設立武威市，民勤縣屬武威市。

## 行政区划
民勤县下辖18个镇、248个村：
三雷镇、东坝镇、泉山镇、西渠镇、东湖镇、红砂岗镇、昌宁镇、重兴镇、薛百镇、大坝镇、苏武镇、大滩镇、双茨科镇、红沙梁镇、蔡旗镇、夹河镇、收成镇和南湖镇。

## 人口
根據第五次全国人口普查數據，截至2000年11月1日零時，人口302,085人。2004年人口約29万人。2010年末，總人口27.43萬人，常住人口24.13萬人。2013年人口24.12萬人。2015年末，戶籍人口27.36萬人，常住人口24.12萬人。2017年末，戶籍人口27.37萬人，常住人口24.13萬人。據第七次全国人口普查數據，截至2020年11月1日零時，常住人口178,470人。2021年末，常住人口17.39萬人。

## 沙漠化
民勤縣是中國沙塵暴的發源地之一，因被騰格里沙漠和巴丹吉林沙漠包圍。
2012年民勤縣的土地沙漠化近95%。該地曾被美國《國家地理》雜誌說，很快就會消失。該地環境惡劣，居民生活也窮困潦倒，女子呂曲紅因看到這樣的景象，她於2007年起決定用“種樹治沙”來守護環境，她號召全國的30位志工一起種樹，在騰格里沙漠種了第一棵梭梭樹。截至2023年3月，一共種了近百萬棵梭梭樹，面積6萬多畝，樹的存活率85%。

## 景點
- 沙井柳湖墩遗址
- 东镇大庙
- 瑞安堡
- 红崖山水库

## 名人
- 傅培峰，清朝進士。

## 特产
民勤羊肉、民勤蜜瓜、民勤甘草：中国地理标志产品。